# 龍涎香冰川

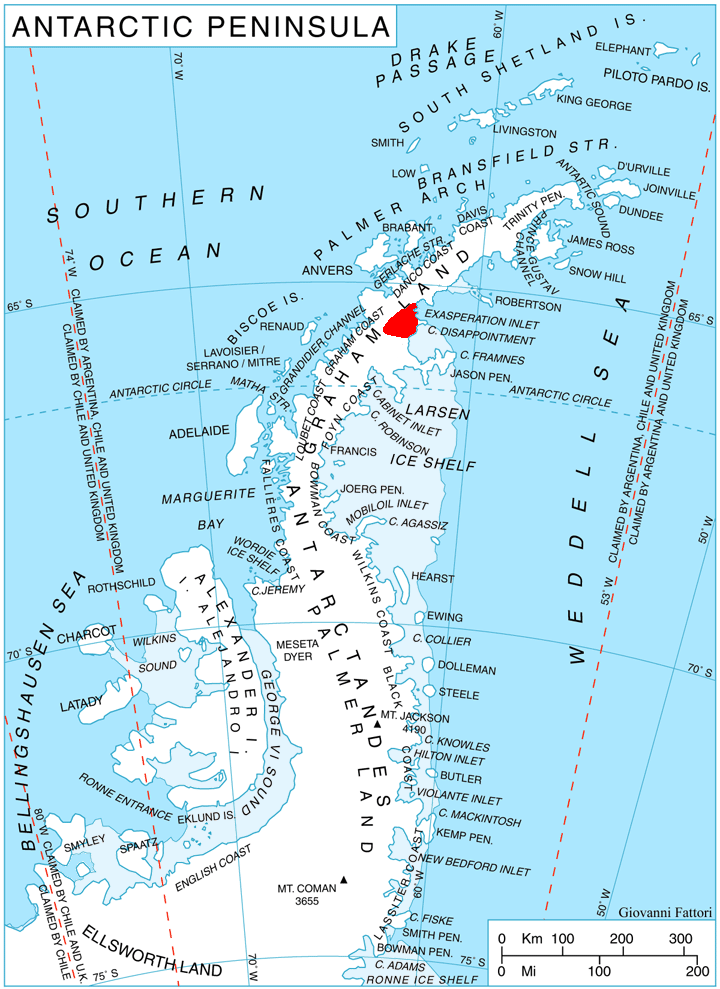

65°43′S 62°37′W / 65.717°S 62.617°W
龍涎香冰川（英語：Ambergris Glacier）是南極洲的冰川，位於葛拉漢地的奧斯卡二世海岸，發源自薩拉特奧多拉山，流經欽圖洛夫嶺和瓦爾科塞爾嶺，最終在弗盧克嶺以西注入弗拉斯克冰川。